# Batalla de Muye
La batalla de Muye, también conocida como la batalla de Mu; chino: 牧野 之 战, pinyin: Muye zhī Zhan, se libró alrededor del 1046 a. C. en China. La batalla dio lugar al final de la dinastía Shang y el comienzo de la dinastía Zhou.

## Historia
En el siglo XII a. C., la influencia Shang se extendió hacia el oeste hasta el valle del río Wei, una región ocupada por los clanes conocidos como los Zhou. Al Rey Wen de Zhou, gobernante de los Zhou, quien era un vasallo de los Shang, se le dio el título de "Conde de Occidente» por el Rey Di Xin de Shang (Rey Zhòu). Di Xin utilizaba al Rey Wen para proteger su retaguardia mientras él estaba implicado en una campaña suroriental.
Finalmente Di Xin, temiendo el creciente poder del rey Wen, lo encarceló. Aunque Wen fue puesto en libertad más tarde, la tensión entre Shang y Zhou continuó en aumento. Wen preparó su ejército, y conquistó algunos pequeños estados leales de Shang, debilitando lentamente a los aliados de Shang. Sin embargo, el Rey Wen murió en 1050 a. C. antes de la ofensiva final de Zhou contra Shang.
Di Xin presta muy poca atención a estos movimientos, pues se veía a sí mismo como el gobernante legítimo de China, una posición designada por el Cielo, o quizás debido a que se estaba abstrayendo en su vida personal con su bella consorte Da Ji, con exclusión de todo lo demás.
Hijo y sucesor del Rey Wen, el Rey Wu de Zhou lideró Zhou en una revuelta pocos años más tarde. La razón de este retraso se debió a que el Rey Wu creía que la "orden divina» para conquistar Shang no se había dado y con el asesoramiento de Jiang Ziya esperaba la oportunidad adecuada.
Los campesinos chinos apoyaron en gran medida la rebelión del Rey Wu. En la leyenda, Di Xin, en un principio, había sido un buen gobernante. Pero después de casarse con Daji, se convirtió en un gobernante despiadado. Muchos pidieron el fin de la dinastía Shang.

### Batalla
Con Jiang Ziya como estratega, el Rey Wu de Zhou lideró un ejército de alrededor de 50.000 hombres. El ejército de Di Xin estaba en guerra en el este, pero todavía tenía unos 530.000 hombres para defender la capital de Yin. Sin embargo, para asegurar aún más su victoria, le dio armas a unos 170.000 esclavos para proteger la capital. Pero estos esclavos no querían luchar por la corrupta dinastía Shang, y se pasaron al ejército Zhou.
Este evento redujo enormemente la moral de las tropas Shang. Muchos soldados decidieron no luchar y mantuvieron sus lanzas al revés, como señal de que ya no querían luchar por los corruptos Shang. Algunos soldados se unieron a los Zhou.
Aun así, muchas tropas leales a los Shang lucharon, y la batalla muy sangrienta que siguió, se describe en el Shijing (poema #236), según la traducción de James Legge:
Las tropas del Yin-shang,
se recogieron como un bosque,
y se reunieron en el desierto de Mu.
...
"Dios está con usted» [dijo Shang-fu al rey],
"No tenga dudas en su corazón.»
El desierto de Mu se extendía extensamente;
brillante resplandeciente bajo el sándalo de los carros;
Los equipos de alazanes, crin negra y vientre blanco, galoparon a lo largo;
El gran maestro Shang-fu,
era como un águila en vuelo,
ayudando al Rey Wu,
que en el inicio hirió al gran rey Shang.
El encuentro de aquella mañana fue seguido por un claro y brillante [día].
Las tropas de Zhou estaban mucho mejor entrenadas, y su moral era alta. En una de las cargas de los carros, el Rey Wu rompió la línea de defensa de los Shang. Di Xin se vio obligado a huir a su palacio, y las tropas Shang restantes cayeron en el caos. Los Zhou victoriosos mostraron poca misericordia con los derrotados Shang, derramando suficiente sangre como "para hacer flotar un tronco".

## Consecuencias
Después de la batalla, Di Xin se adornó con muchas joyas valiosas y luego incendió la sala y se quemó hasta la muerte con su palacio en el Pabellón de la terraza del ciervo. El rey Wu mató a Daji después de que la encontró, con el fin de ejecutar la orden dada por Jiang Ziya. Los funcionarios Shang fueron puestos en libertad sin cargos, y algunos trabajaron luego como funcionarios de Zhou. El granero imperial de arroz se abrió inmediatamente después de la batalla para alimentar a la población hambrienta. La batalla marcó el final de la dinastía Shang y el comienzo de la dinastía Zhou.